# リンクロノヴァ
株式会社リンクロノヴァは、宮城県仙台市太白区に本社を置く、空調設備工事、電気設備工事、通信設備工事、建築内装等を引き受ける総合設備工事企業である。

## 概要
2020年3月に長野 雅樹（ながの まさき、1977年7月10日 - ）が独立して設立。長野は岩手県陸前高田市出身で、陸前高田市立第一中学校・岩手県立大船渡工業高等学校（現・岩手県立大船渡東高等学校）、東北工業大学卒業後、NTT系の建築設備工事会社・電気通信工事会社の社員を務めていた。
2021年2月に建設業許可（宮城県知事許可（般-2）第22506号）を取得。取得業種は2023年現在15種類に及ぶ。社名「リンクロノヴァ（Lincronova）」の由来は "Link and crossover nova" を略した造語であり、みなさまとの絆と縁を交差させ、新しい次へと進む架け橋となるという意味が込められている。

## 動画配信
業務の一つに「SNSプロデュース・ビジネスマッチング」を挙げており、TikTok・YouTube等のSNS動画製作を全て自社にて行っている。そのほかにも連日blog、Twitter、Instagram、Facebookを更新し、stand.fm（音声配信サービス）、YouTube、noteと8つのコンテンツを運用継続中である。
起業当初にコロナ禍に見舞われ、思うように営業できないことを機に動画制作に取り組むが、建築や設備に関連する動画を外注により制作していたものの再生数が伸びず、1年ほど経った頃SNS活用・動画製作を専属で担当する社員を雇用し、2022年3月から「社員（部下）が社長の執務机の前でいきなり料理を始めて社長（ながの社長）に振る舞う」コンテンツを始めたところ再生数・フォロワー数が急速に伸び始めたという。SNSで知名度が上がったことで、本業（建設業）の売上げも2倍以上に伸びたという。
2023年3月に株式会社リセンダーを立ち上げ、動画制作・SNSプロデュース事業をリンクロノヴァから分社化している。

## 沿革
- 2020年（令和2年）
  - 3月 - 株式会社リンクロノヴァ設立[1]
  - 4月 - 空調工事、電気工事会社として工事開始
  - 8月 - TSR情報誌「B's」（東京商工リサーチ）宮城県版2020盛夏特集号　掲載
  - 10月 - 自社ホームページ立上げ、SNS運用開始（6コンテンツ）
- 2021年（令和3年）
  - 2月 - 15業種で一般建設業許可取得
  - 4月 - SNS、2コンテンツ追加運用
  - 8月 - 雑誌「Anchor（アンカー）」8月号《第34巻8号》掲載
  - 9月 - 移動体通信基地局業務契約締結及び業務開始
- 2022年（令和4年）
  - 5月 - TikTokフォロワー10万人超え達成、YouTube登録者数10万人超え[1]達成
  - 6月 - TikTokフォロワー30万人超え達成、YouTube6月単月視聴回数1億5千再生超え達成
  - 7月 - 仙台放送から『Live News イット!』の取材を受ける[5]
  - 12月 - 公式YouTubeチャンネル『ながの社長のハッピーチャンネル』が2022年の日本のYouTube急成長クリエイター部門で1位に輝く[6][7]。
- 2023年（令和5年）
  - 8月 - YouTube登録者数が100万人を突破[1]。